# Бобовые (триба)
Fabeae  (лат.) — триба цветковых растений, относящаяся к подсемейству Мотыльковые (Faboideae) семейства Бобовые (Fabaceae).

## Описание
По жизненной форме представители трибы относятся к многолетним и однолетним травам. Стебли, часто, вьющиеся или лазающие, реже прямостоячие. Листья парно-перистосложные или непарно-перистосложные (реже), с прилистниками. Листовая пластинка у некоторых видов рода Lathyrus редуцированы. Листорасположение очерёдное. Цветки собраны в кистевидное или метельчатое (реже) соцветие. Чашечка цветка колокольчатая, венчик — мотылькового типа. Андроцей состоит из 10 тычинок. Бобы линейные или продолговато-линейные, вскрывающиеся или не вскрывающиеся (Pisum). Семена шаровидные, иногда сплюснуты. Базовый гаплоидный набор состоит из 7 хромосом, полиплоидия встречается редко. Клубеньки на корнях кроталароидного типа.

## Хозяйственное значение
Некоторые представители триба ценные кормовые (вика) и зернобобовые (чечевица) растения. Душистый горошек используют как декоративное.

## Роды
Триба включает в себя следующие роды:
- Lathyrus L. — Чина
- Lens Mill. — Чечевица
- Pisum L. — Горох
- Vavilovia Fed. — Вавиловия
- Vicia L. — Горошек, или Вика